# Салан
Салан (порт. Salão) — район (фрегезия) в Португалии, входит в округ Азорские острова. Расположен на острове Файял. Является составной частью муниципалитета Орта. Население составляет 436 человек на 2001 год. Занимает площадь 11,80 км².
Покровителем района считается Дева Мария (порт. N. Sra.ª do Socorro).